# NorAndino
NorAndino — один із газопроводів, що прокладені між південноамериканськими державами Аргентина та Чилі.
Активна розробка у 1990-х роках нових великих родовищ газу в Аргентині призвела до появи планів по експорту цього палива, в тому числі до західного сусіда Чилі. Вони були реалізовані у вигляді кількох трубопроводів широтного спрямування, які постачали блакитне паливо до окремих чилійських регіонів. Для забезпечення північного регіону зокрема проклали газопровід  NorAndino, введений в експлуатацію у 1999 році. Він починається у Pichanal в аргентинській провінції Сальта та прямує до регіону Антофагаста (регіон II), де постачає газ до районів  Tocopilla, Mejillones та Coloso. На своєму шляху він перетинає Анди через перевал Paso de Jama, піднімаючись на висоту до 4980 м, після чого проходить через одне з найпосушливіших місць на землі пустелю Атакама. Довжина трубопроводу 1070 км, діаметр 500 мм, пропускна здатність до 1,7 млрд.м3 на рік (із можливістю розширення до 3 млрд.м3).
Основними споживачами доставленого газу є теплоелектростанції та підприємства гірничодобувної промисловості.
Хоча трубопровід перетинає найвищі гори Південної Америки та пустелю, проте найбільш проблемною виявилась аргентинська ділянка через Cordillera Oriental. Тут маршрут до перевалу Cuesta de Mal Paso пролягає по схилу долини річки Сан Андрес. В сезон дощів (а тут випадає до 1500 мм на рік) це погрожує порушенням цілісності трубопроводу. Так, у 2001 році відбулось загоряння газу після пошкоджень, нанесених камінням і деревами, які несла Сан Андрес. Втім, опади що призвели до інциденту самі ж і загасили пожежу. Невдовзі, у січні 2002-го, транспортування було перерване зсувом. Це викликало тимчасові проблемі з постачанням електроенергії у суміжних регіонах Чилі та Аргентини, які втім були швидко усунені завдяки збільшенню обсягів транспортування по системі Gasoducto Atacama, що також веде до північного регіону Чилі. Для запобігання в майбутньому подібним інцидентам в місці, найбільш загрозливому в плані зсувів, проклали для трубопроводу NorAndino  тунель довжиною 750 м та діаметром 2,5 метра.
Стрімке зростання споживання газу в Аргентині вже у 2004 році призвело до припинення експортних поставок, які так і не відновились незважаючи на невдоволення чилійської сторони. Як наслідок, остання була вимушена спорудити в районі Mejillones термінал по прийому ЗПГ. У 2016 році для покриття пікового споживання в зимовий період навіть розпочався експорт природного газу, отриманого через згаданий ЗПГ-термінал, через NorAndino до Аргентини. Його обсяги склали 1,5 млн.м3 на день, з планами збільшення ще на 1 млн.м3.